# Василий Иванович (князь березуйский)

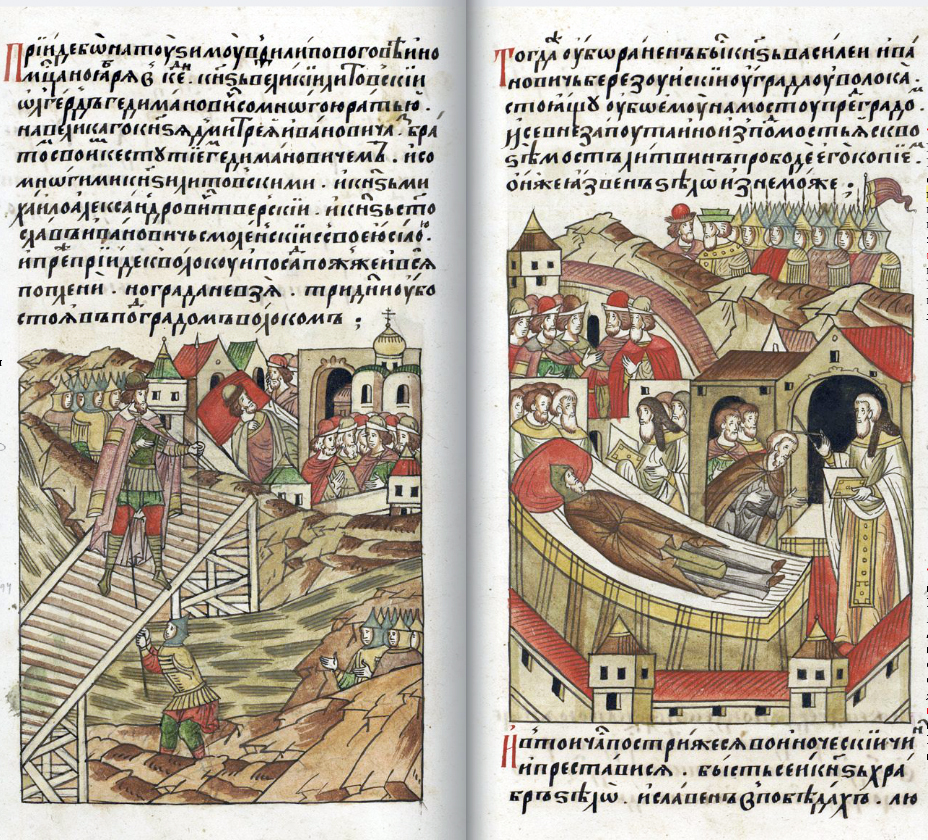
Смерть Василия Ивановича Березуйского от копья

Василий Иванович (ум. 6 ноября 1370) — князь березуйский на службе у московского князя Дмитрия Ивановича (Донского).
Его отцом в одном из синодиков назван Иван Дмитриевич. Иногда отождествляется с сыном Ивана Александровича смоленского Василием.
Будучи воеводой в Волоке Ламском, руководил его обороной от войск литовского князя Ольгерда, предпринявшего поход на Москву. Был смертельно ранен во время одной из вылазок, когда ожидал на мосту через ров литовского князя Ольгерда. Некий литвин незаметно пробрался под мост и оттуда пронзил воеводу сулицей. Через некоторое время Василий Иванович скончался от раны, успев принять перед смертью монашество. Его смерть не подорвала волю волочан к сопротивлению и город так и не был взят, что повлияло на общий неудачный исход похода Ольгерда.